# استدلال منطقی
استدلال منطقی روش نتیجه‌گیری براساس «اصول منطقی» حاصل از «اندیشیدن» و «تفکر عقلانی» است؛ بنابراین در یک استدلال منطقی، دلایل باید براساس اصول «درستی» اندیشه که «منطق» نام دارد، ارائه شوند. در غیراین‌صورت، استدلال، سفسطه است.

## پیشینه
چالش‌های فراوانی میان سوفسطائیان و فلاسفه یونان باستان در مورد چگونگی چیدش روش استدلال منطقی روی داده‌است و ارسطو در کتاب ارغنون روش‌هایی را در جهت روشن‌کردن روش «استدلال منطقی» ارائه داده‌است.

## روش استدلال منطقی
منطق وظیفه حفظ شکل استدلال در جهت «غیرمغالطاتی» بر عهده دارد؛ ولی غیرمغالطه‌بودن دلالت ذاتی گزاره بر عهده منطق نیست.
برای نمونه وقتی دو گزاره «بیضی، دایره است» و «بیضی، دایره نیست» کنار هم قرار می‌گیرد، روش استدلال منطقی این دو را متناقض و دست‌کم یکی را دارای مغالطه برمی‌شمارد.
اما هنگامی که دو گزاره «بیضی، دایره‌است» و «بیضی، استوانه است» کنار هم قرار می‌گیرد، روش استدلال منطقی مغلطه‌ای در جهت ارتباط‌دهی میان این دو گزاره نمی‌بیند. به‌بیان‌دیگر از جهت سلامت شکل گزاره مغالطه‌ای دیده نمی‌شود؛ اما ضروری است از دید راست‌آزمایی دلالت و ذات گزاره‌ها که آیا دارای قوام عقلی هستند یا خیر، به فلسفه روی آورد و همین مسئله تفاوت بنیادین میان منطق و فلسفه را می‌نمایاند.
استدلال مبتنی بر منطق، شرط لازم و ناکافی برای پایه‌ریزی استدلالات عقلانی است و در واقع منطق این وظیفه را بر عهده دارد که چگونگی درست‌اندیشیدن را حاصل دهد تا بدین‌صورت پایه‌ریزی استدلالات و اندیشیدن درست (آنگونه که منطق آن را درست می‌داند) فراهم گردد.